# Przyzębie

A Szkliwo (enamelum)
B Zębina (dentinum)
C Kość wyrostka zębodołowego
D Dziąsło (gingiva)
E Tkanka nabłonkowa (epithelium)
F Dziąsło brzeżne (margo gingivalis)
G Rowek dziąsłowy (sulcus gingivae)
H Włókna dziąsłowe
I, J, K Ozębna (periodontium) z włóknami Sharpeya)

Przyzębie, aparat zawieszeniowy zęba (łac. parodontium, peridontium) – zespół tkanek otaczających i utrzymujących ząb w zębodole oraz mających za zadanie jego ochronę przed wnikaniem zakażenia z zainfekowanego kanału korzeniowego lub kieszonki dziąsłowej. Dziedzina medycyny zajmująca się chorobami przyzębia to periodontologia.
Na przyzębie składają się dziąsła, ozębna, cement korzeniowy i kość wyrostka zębodołowego. 

## Higiena przyzębia
Uważa się, że do zachowania najlepszej higieny przyzębia wymagane jest używanie:
- szczoteczki do zębów z miękkim lub średniej twardości włosiem używanej ruchami okrężnymi lub wymiatającymi
- nici dentystycznej
- skalingu naddziąsłowego i poddziąsłowego
- płukanek (np. zawierających chlorheksydynę)
- szczoteczki do przestrzeni międzyzębowych (w przypadku zdrowego przyzębia używanie tych szczoteczek jest często niemożliwe, gdyż nie nastąpił zanik kości i nawet najmniejsze rozmiary nie mieszczą się w przestrzeniach międzyzębowych)